# Euroliga 1997./98. (vaterpolo)
Ovo je trideset i peto izdanje elitnog europskog klupskog vaterpolskog natjecanja. Posillipo je obranio naslov. Još u skupinama ispali su Bečej, Budimpešta, OLympic Nice i Vouliagmeni. Final Four održan je u Zagrebu u Hrvatskoj.
Poluzavršnica
- Posillipo -  Spartak VSPU 11:5
- Pescara -  Mladost 4:2

Završnica
- Posillipo -  Pescara 8:6

- sastav Posillipa (drugi naslov): Milan Tadić, Marcello De Georgio, Tamás Kásás, Giuseppe Porzio, Francesco Postiglione,  Gergely Kiss, Fabio Galasso, Francesco Porzio, Luca Giustolisi, Paolo Zizza, Dušan Popović, Gianfranco Salvati, Fabio Galasso, Fulvio Di Martire, Carlo Silipo, Fabio Bencivenga, Villani, Antracite Lignano